# Otmar Emminger

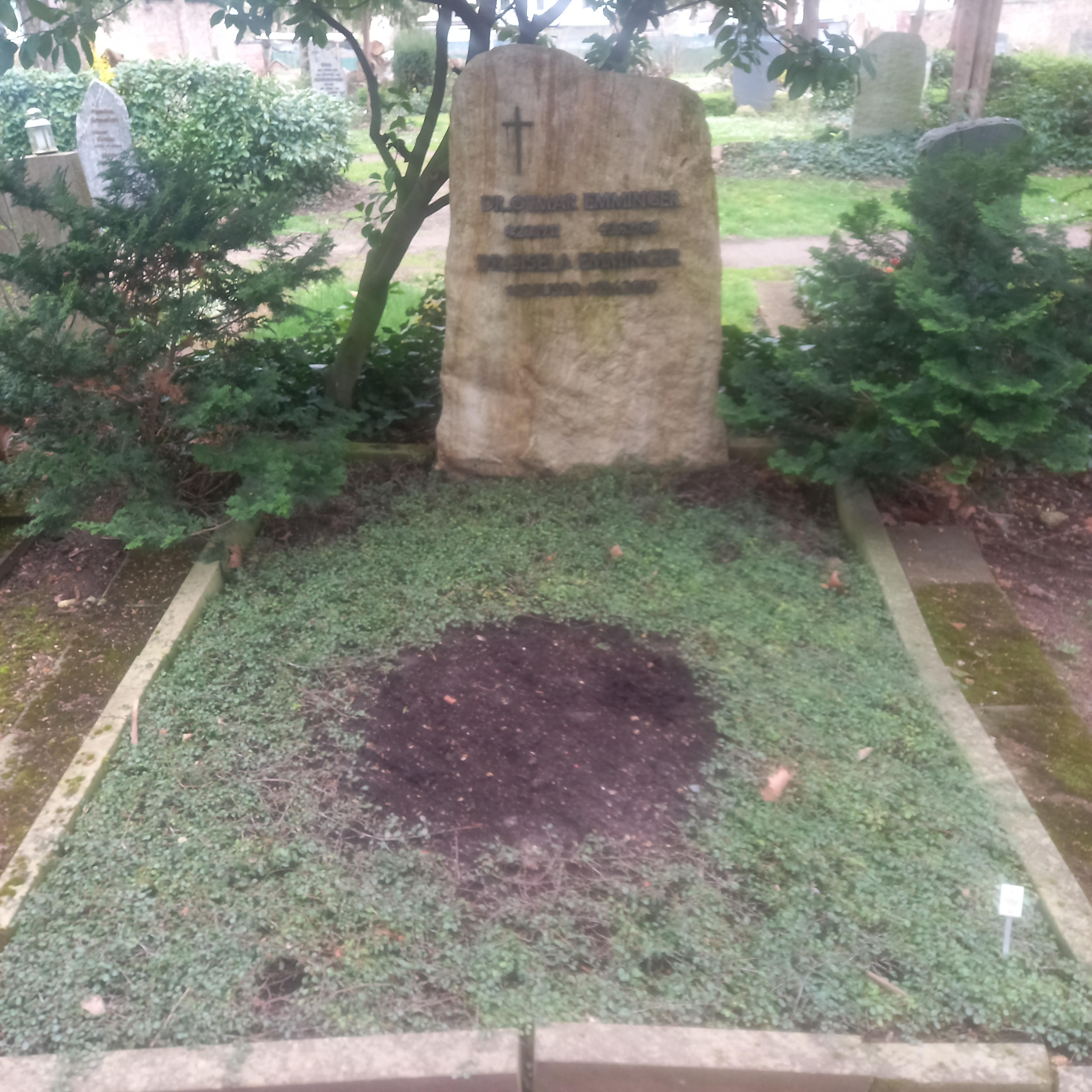
Das Grab von Otmar Emminger und seiner Ehefrau Gisela auf dem Südfriedhof (Frankfurt am Main)

Otmar Erich Anton Emminger (* 2. März 1911 in Augsburg; † 3. August 1986 in Manila) war ein deutscher Ökonom und vom 1. Juli 1977 bis 31. Dezember 1979 Präsident der Deutschen Bundesbank.

## Leben
Otmar Emminger, Sohn des Juristen und Politikers Erich Emminger, studierte von 1928 bis 1932 Jura und Volkswirtschaft in Berlin, München, Edinburgh und an der London School of Economics. In Berlin wurde er Mitglied der katholischen Studentenverbindung Askania (jetzt Askania-Burgundia) und in München der Alemannia, beide im KV. Nach seinem ersten juristischen Staatsexamen 1931 wurde er zunächst Referendar, unterbrach den juristischen Vorbereitungsdienst jedoch, um in Großbritannien zu studieren und 1934 als wissenschaftlicher Assistent in Berlin und von 1935 bis 1936 am Deutschen Institut für Wirtschaftsforschung zu arbeiten. Im Dezember 1934 hatte Emminger bereits an der Münchener Staatswirtschaftlichen Fakultät promoviert, wurde 1936 wieder Referendar und legte 1938 das Assessor-Examen ab. Am 16. Dezember 1937 beantragte er die Aufnahme in die NSDAP und wurde rückwirkend zum 1. Mai desselben Jahres aufgenommen (Mitgliedsnummer 5.226.547). Im Zweiten Weltkrieg diente er in der Luftwaffe der Wehrmacht und wurde am 1. September 1942 zum Oberleutnant befördert. Im März 1945 war er Hauptmann im Stab der 11. Flak-Division und Erster Generalstabsoffizier.
Nach Kriegsdienst und Gefangenschaft wurde er 1945 Mitarbeiter der Volkswirtschaftlichen Arbeitsgemeinschaft Bayern und 1947 Oberregierungsrat im Bayerischen Wirtschaftsministerium. 1949 übernahm er die Wirtschaftsabteilung der deutschen Delegation beim Europäischen Wirtschaftsrat in Paris (OEEC), der heutigen OECD. Ende 1950 bat ihn die Bank deutscher Länder in Frankfurt am Main (die Vorgängerinstitution der Deutschen Bundesbank), in ihre Dienste zu treten. Im Frühjahr 1951 übernahm er die Leitung der Hauptabteilung Volkswirtschaft und Statistik.
Von März 1953 bis 1969 war Emminger Mitglied des Direktoriums zunächst der Bank deutscher Länder, dann der Deutschen Bundesbank, von 1969 bis 1977 war er deren Vizepräsident. Vom 1. Juli 1977 bis zum 31. Dezember 1979 war er Präsident der Deutschen Bundesbank.
Von 1958 bis 1977 war er Vizepräsident und zeitweilig auch Präsident des Währungsausschusses der EWG (Europäische Wirtschaftsgemeinschaft).
Emminger setzte sich konsequent für die Stabilität der DM ein, er kämpfte gegen die massiven Dollarzuflüsse aus den USA („Dollarschwemme“) und bestand auf einer strikten Unabhängigkeit der Bundesbank gegenüber der Regierung. Ihre Zustimmung zum Europäischen Währungssystem (EWS) erteilte die Bundesbank erst, nachdem sie erhebliche Änderungen durchgesetzt hatte. Diese Entscheidung war für Emminger nicht leicht, schon in seiner Dissertation hatte er sich mit der Einführung flexibler Wechselkurse auseinandergesetzt und später die Loslösung der Währungskurse vom Dollarstandard selbst mitgestaltet.
Emminger war ein einflussreicher Vertreter der Bundesbank; dazu trugen wohl seine internationalen Erfahrung und seine rhetorische Begabung bei.
Weil er konsequent für die Preisstabilität der DM und die Unabhängigkeit der Bundesbank eintrat, wurde er im Ausland „Mister DM“ genannt.
Am 30. Juni 1977 ging Karl Klasen in den Ruhestand; er war seit 1969 Präsident der Bundesbank gewesen.
Emminger wurde sein Nachfolger; ihm folgte zum 1. Januar 1980 Karl Otto Pöhl.
Emminger erhielt zahlreiche Ehrungen, unter anderem das Große Verdienstkreuz der Bundesrepublik mit Stern und Schulterband und 1979 das Großkreuz, den Bayerischen Verdienstordens, das Große Goldene Ehrenzeichen für Verdienste um die Republik Österreich und das Großkreuz des Königlichen Nordsternordens von Schweden.
Emminger reiste im Juli 1986 im Auftrag der Bundesregierung (Kabinett Kohl II) nach Manila, wo er der Präsidentin Corazon Aquino seine währungspolitische Erfahrung zur Verfügung stellen wollte. Dort starb er an Herzversagen.

## Werke (Auswahl)
- Die englischen Währungsexperimente der Nachkriegszeit. Währungsentwertung und Krisenüberwindung. Dissertation. München 1934, DNB 570638453.
- Die bayerische Industrie (= Bayerns Wirtschaft, Bd. 2). Pflaum, München 1947.
- Währungspolitik im Wandel der Zeit (= Schriftenreihe zur Geld- und Finanzpolitik, Bd. 9). Knapp, Frankfurt am Main 1966.
- Zwischenbilanz der DM-Aufwertung. 1970, DNB 720165717.
- Inflation and the International Monetary System. 1973, OCLC 1128335982. (perjacobsson.org, PDF)
- On the Way to a New International Monetary Order. 1976, ISBN 0-8447-3223-0.
- Verteidigung der DM. Plädoyers für stabiles Geld. Frankfurt am Main 1980, ISBN 3-7819-0244-7.
- D-Mark, Dollar, Währungskrisen. Erinnerungen eines ehemaligen Bundesbankpräsidenten. Deutsche Verlags-Anstalt, Stuttgart 1986, ISBN 3-421-06333-8.[6]